# Lovage
Lovage es un proyecto trip hop creado en 2001 por Dan "the Automator" Nakamura con Mike Patton y Jennifer Charles.
El disco de ese mismo año se titula Music To Make Love To Your Old Lady By.
También forman parte del compilado W.E.B. Archivado el 14 de diciembre de 2007 en Wayback Machine. Whicked Electronic Beats Vol. 1 junto a Lendi Vexer, U-topia, Daughter Darling, entre otros; lanzado por Tripofagia(Portal sobre Trip Hop) en abril de 2005.
Dan "the Automator" Nakamura es el mismo que produjo a Gorillaz.
Mike Patton el mismísimo cantante de Faith No More, Mr. Bungle, Tomahawk, Fantômas (banda).
Jennifer Charles cantante y compositora, fundadora de la banda de Nueva York Elysian Fields.